# Ingo Baldermann
Ingo Baldermann (* 2. Mai 1929 in Berlin) ist ein deutscher evangelischer Theologe.

## Leben
Ingo Baldermann ist Sohn des Mittelschullehrers Herbert Baldermann und dessen Frau. Seine Eltern wohnten in diesem Jahr im Haus Güntzelstraße 22 in Wilmersdorf. Ingo Baldermann ist Pfarrer der Hannoverschen Landeskirche. Mit einer Studie über Grundformen der Erzählung bei den Synoptikern in ihrer didaktischen Bedeutung promovierte er 1962 an der Universität Hamburg bei Hans-Rudolf Müller-Schwefe. Er war von 1957 bis 1963 Mitarbeiter am Katechetischen Amt Loccum, von 1963 bis 1965 Dozent am Pädagogischen Institut der Universität Hamburg und von 1965 bis 1994 Professor für Evangelische Theologie und ihre Didaktik an der Gesamthochschule Siegen. Baldermann ist einer der Herausgeber des Jahrbuchs für Biblische Theologie. Seit 1955 ist er verheiratet.

## Veröffentlichungen
- Einführung in die biblische Didaktik. Darmstadt 1996.
- Ich glaube. Erfahrungen mit dem Apostolischen Glaubensbekenntnis. Neukirchen-Vluyn 2004.
- Steh auf und geh! Jesusgeschichten für Kinder. Düsseldorf 2001.
- Auferstehung sehen lernen. Entdeckendes Lernen an biblischen Hoffnungstexten. Neukirchen-Vluyn 1999.
- Ich werde nicht sterben, sondern leben. Psalmen als Gebrauchstexte. Neukirchen-Vluyn 1990 (= Wege des Lernens; Bd. 7).
- Gottes Reich - Hoffnung für Kinder. Entdeckungen mit Kindern in den Evangelien. Neukirchen-Vluyn 1991 (= Wege des Lernens; Bd. 8)
- Einführung in die Bibel. Göttingen 1988.
- Wer hört mein Weinen? Kinder entdecken sich selbst in den Psalmen. Neukirchen-Vluyn 1986, 8. Aufl. 2006.
- Der Gott des Friedens und die Götter der Macht. Biblische Alternativen. Neukirchen-Vluyn 1983.
- Die Bibel - Buch des Lernens. Grundzüge biblischer Didaktik. Göttingen 1980.
- Biblische Didaktik. Die sprachliche Form als Leitfaden unterrichtlicher Texterschließung am Beispiel synoptischer Erzählungen. Hamburg 1964.